# Beffroi de Furnes
Le beffroi de Furnes (en néerlandais : Belfort van Veurne), appelé aussi tour Cécilia, est un beffroi situé sur la Grand-Place de Furnes, en Belgique. Ce beffroi, est classé depuis 1999, patrimoine mondial de l’UNESCO.

## Histoire
Le beffroi de Furnes fut construit de 1617 à 1628.

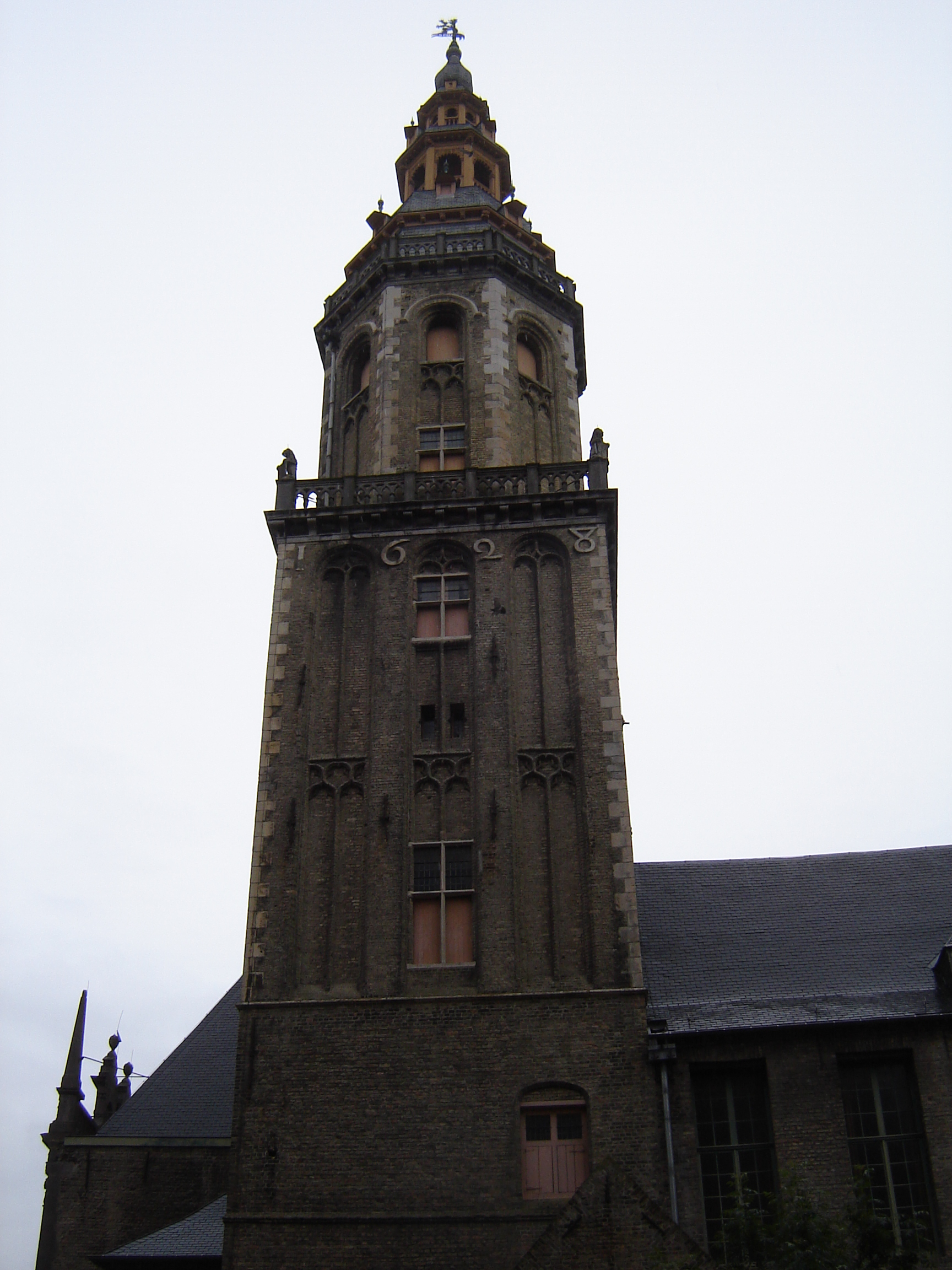

## Description
Le bâtiment a un socle carré et quatre étages. Une superstructure à huit côtés  en brique jaune régionale avec balustrade est couronnée par une tour lanterne ajourée et une plus petite flèche en bulbe. Le beffroi fait partie de l'ensemble bâti du Landhuis (Maison du Pays ou de campagne ou Hôtel de la Châtellenie, ancien siège de la vicomté de Furnes-Ambacht) qui a été achevé quelque temps auparavant.